# Towarzystwo Kanady
Towarzystwo Kanady (fr. Société du Canada) – stowarzyszenie założone w Nowej Francji przez intendenta François Bigota oraz kupców Abrahama Gradisa i Jacques'a-Michela Bréarda.
Towarzystwo Kanady, dzięki działalności wymienionych wspólników, zrujnowało skarb Nowej Francji. Czas jego aktywnej działalności to lata 1749–1755. Później zostało zastąpione przez Wielkie Towarzystwo, zrzeszające większą liczbę osób.